# Joaquim Roca i Cornet
Joaquim Roca i Cornet (Barcelona, 6 de febrer de 1804 - 10 de gener de 1873) fou un escriptor català, considerat una de les figures més importants de l'anomenada Escola Apologètica Catalana.
Fill de Joaquim Roca natural de Cambrils i de Paula Cornet natural de Barcelona. Cursà la carrera de dret a la Universitat de Cervera. Als quinze anys escrivia ja al Diario de Barcelona, del qual fou redactor únic entre 1831 i 1839.
Fundà les revistes La Religión i La Civilización i dirigí el diari La Esperanza. Fou director de les biblioteques municipal de Barcelona (1844) i universitària i provincial (1849).
Adscrit al Romanticisme, col·laborà amb el poeta Manuel de Cabanyes Ballester en la traducció castellana de Le veglie di Tasso de Giuseppe Compagnoni (1832).
Continuador de la tradició doctrinal de l'antiga Universitat de Cervera fou amic personal de Jaume Balmes i és una de les figures més importants de l'anomenada Escola Apologètica Catalana. Fou membre de l'Acadèmia de Bones Lletres de Barcelona. Casat el 1833 a Barcelona amb Josepa Fiter i de Roca, morí l'any 1873.

## Obra
La seva obra és fonamentalment de caràcter religiós, doctrinal i moral. Cal mencionar, entre altres llibres, força llegits al seu temps:
- La última noche de Babilonia (1848), drama bíblic, que serví de text per a un oratori de Bernat Calvó Puig i Capdevila.
- El padre de familia (1845)
- Ensayo crítico de las lecturas de la época (1847)
- Mujeres de la Biblia (1850)
- Historia de los hechos y doctrinas de N. S. Jesucristo (1857)
- Biografía infantil o sea la niñez de los grandes hombres (1863)
- Manual de madres católicas (1868)
- La religión y la política (1870) i
- Las Repúblicas antiguas y modernas (1870).